# Biblioteca Nacional de la República Democrática del Congo
La Biblioteca Nacional de la República Democrática del Congo (en francés: Bibliothèque Nationale de la République démocratique du Congo) es la biblioteca nacional de la República Democrática del Congo. La biblioteca está localizada en la ciudad capital de Kinsasa. 

## Historia
La institución fue establecida en 1974 bajo el mandato legal Acta N.º 74-002 como un departamento dentro del Ministerio de Cultura y Arte. En 1989 la biblioteca se convirtió en un ente autónomo bajo orden presidencial.

## Colección e instalaciones
La biblioteca tiene una colección de más de 1,2 millones de libros, 7500 fotografías y 175 periódicos.
A pesar de que la biblioteca contiene más de siete mil fotografías históricas de la historia política y cultural del país, sólo el 25 % ha sido escaneado debido a una carencia de recursos.
En 2009, la biblioteca recibió una donación de 15 millones de dólares del Modelo de Naciones Unidas de la Universidad de Chicago y la Unesco para modernizar sus instalaciones, entrenar el personal bibliotecario y para adquirir nuevos materiales y tecnología.